# Emma (Band)

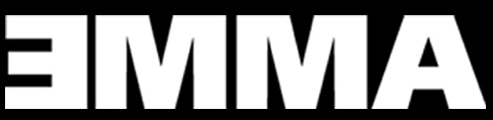
Emma Logo

Emma ist eine Rockband aus Bleicherode, Thüringen.

## Geschichte
Gegründet wurde die Band 1989 durch Ralf Kirchner, Matthias "Emma" Hirschfeld, Matthias Müller und Heiko Meißner. Nach der ersten (noch unter dem alten Bandnamen YOGA) selbst produzierten CD Time is so cruel stellten sich Erfolge ein. Der Titelsong schaffte es bis auf Platz 1 in Thüringer Radio-Charts. Es folgte ein Engagement am Theater Nordhausen zur Mitwirkung im Musical Stars.
Das Album Emma männlich erschien im Frühjahr 1998 bei Ariola. Die Single-Auskopplungen Du hast doch geweint bei’m Geh’n und Du machst jeden Mann zum Schwein schafften es ebenfalls bis auf den 1. Platz in den Thüringer Radio-Charts. Es folgten Fernsehauftritte in RTL2 Peep!, MDR Riverboat, Hessen Fernsehen und NDR Talk Show. Im Anschluss an die Männlich-Tour präsentierte Emma im Theater Nordhausen ihr erstes selbst komponiertes und vollständig ausverkauftes Musical In 80 Tagen um die Welt.
Seit Herbst 2006 arbeiten die Musiker mit dem deutschen Theaterregisseur Manfred Wekwerth am Projekt Emma rockt Brecht. Das Bühnenprogramm beinhaltet neu arrangierte Lieder und Gedichte des jungen Bertolt Brecht. Bekannte Stücke daraus sind u. a. Der Choral vom Manne Baal (1918) oder Die Ballade von den Seeräubern (1923). Unterstützt wird Emma dabei von den Schauspielern und Sängern Renate Richter und Hendrik Duryn.
Neben zahlreichen Livekonzerten und Rockpartys in ganz Deutschland ist die Band seit Januar 2012 am Staatsschauspiel Hannover in der Revue Kollateralschlager (von Jürgen Kuttner) zu erleben.
Im April 2012 wird das Bandprojekt Diadem (mit Michael Letz und Diether Dehm) erstmals offiziell erwähnt. Die Aufnahmen zum Album DIADEM – Grosse Liebe.reloaded erfolgten bereits im Sommer 2011. Die Songs auf der CD stammen zum größten Teil aus der Feder von Diether Dehm und werden von ihm selbst bzw. von Matthias "Emma" Hirschfeld gesungen. Besonders hervorzuheben ist der Titel Waterfall. Er knüpft an die Hymne der niederländischen Rockband Bots Das weiche Wasser bricht den Stein an. Der englische Text stammt von Pete Seeger.
Seit Dezember 2014 ist EMMA in der Revue Ach, Volk, du obermieses auf der Volksbühne in Berlin zu erleben. Die Revue entstand anlässlich des 100-jährigen Bestehens der Volksbühne unter der Regie von Jürgen Kuttner.

## Besetzung
- Matthias "Emma" Hirschfeld (Gesang)
- Matthias Müller (Keyboard, Gitarre, Akkordeon)

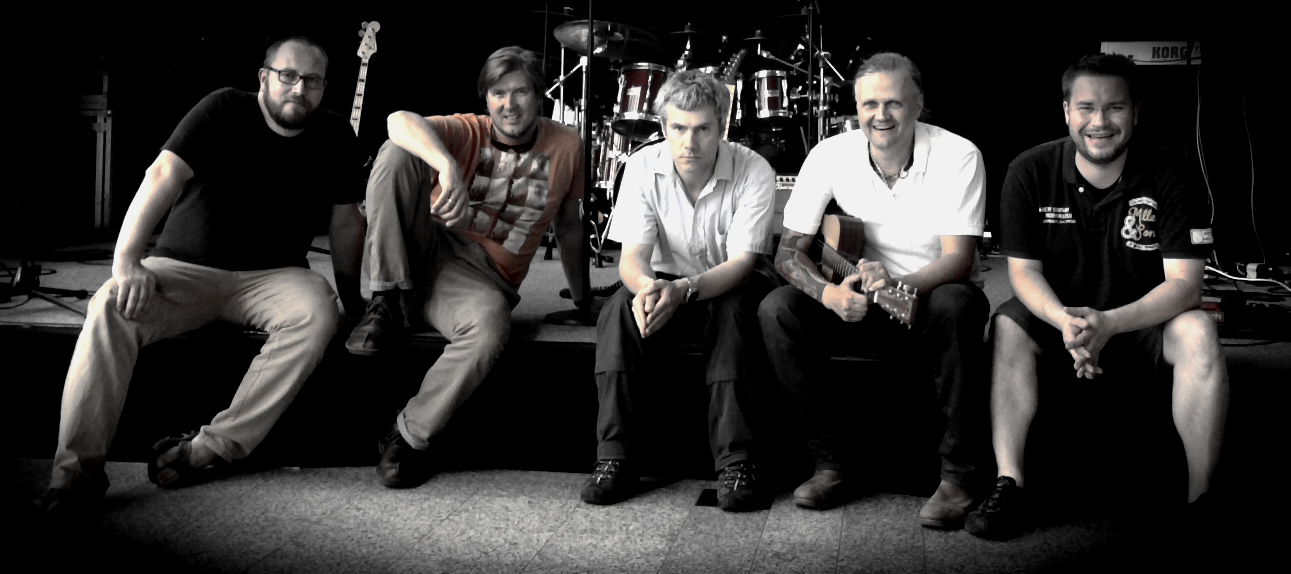
EMMA im Juli 2014

- Norman Schulz (Schlagzeug)
- Heiko Meißner (Bass)
- Ralf Kirchner (Gitarre, Ukulele)

## Projekte
- 1996: Musical Stars am Theater Nordhausen (von Diether Dehm, Sänger Klaus Lage)
- 1998: Musical In 80 Tagen um die Welt am Theater Nordhausen
- 2005: Musical Stars an der Alten Oper in Erfurt (von Diether Dehm, Regie Manfred Wekwerth)
- 2006: Emma rockt Brecht (von Manfred Wekwerth)
- 2012: Revue Kollateralschlager am Staatstheater Hannover, Regie Jürgen Kuttner
- 2014: Revue ACH, VOLK, DU OBERMIESES an der Volksbühne Berlin, Regie Jürgen Kuttner (mit Ursula Karusseit)

## Diskografie

### Studioalben
- 1998: Emma männlich
- 2010: In der Sünder schamvollem Gewimmel (Emma rockt Brecht – mit Hendrik Duryn, Renate Richter und Manfred Wekwerth)

Beteiligung
- 1996: Diether Dehm: Stars – 18 Songs aus dem gleichnamigen Musical (mit Beate Laaß, Klaus Lage u. a.)
- 2012: Diadem – Grosse Liebe.Reloaded  (mit Diether Dehm und Michael Letz)

Yoga
- 1993: Time Can be so Cruel
- 2000: Time Has Been so Cruel

### Singles
- 1998: Du machst jeden Mann zum Schwein
- 1998: Du hast doch geweint beim Geh'n
- 1998: Backstreetboys ham keine piepiep-ei-ei
- 2002: Frauen brauchen böse Männer

Yoga
- 1996: Time is so Cruel

### Kompilationen
- 1999: Kein Zuhaus (Künstler gegen Armut und Obdachlosigkeit – mit Klaus Lage, Hans Hartz, Joy Fleming)
- 1999: Deutschland singt Auf Wiedersehn! (mit Klaus Lage, Ingo Appelt, Geier Sturzflug, Die Prinzen)
- 2002: Baggerlove 1 (Festival Soundtrack)
- 2003: Baggerlove 2 (Festival Soundtrack)
- 2004: Baggerlove 3 – Herz ist Trumpf (Festival Soundtrack)
- 2008: Baggerlove Compilation Vol. 4 (Festival Soundtrack, mit Hendrik Duryn)